# Dylan Windler
Dylan Windler (* 22. September 1996) ist ein US-amerikanischer Basketballspieler.

## Laufbahn
Windler spielte als Jugendlicher Basketball an der Perry Meridian High School in Indianapolis und war ebenfalls ein erfolgreicher Golfer. Von 2015 bis 2019 absolvierte er an der Belmont University (US-Bundesstaat Tennessee) ein Studium im Fach Rechnungswesen und war Mitglied der Basketballmannschaft. In seiner Zeit an der Hochschule in Nashville errang er mit der Mannschaft drei Conference-Meistertitel, im März 2019 gewann er mit Belmont zum ersten Mal in der Geschichte der Hochschulmannschaft ein Spiel in der NCAA-Endrunde. In der Saison 2018/19 überragte Windler mit Mittelwerten von 21,3 Punkten, 10,8 Rebounds, 2,5 Korbvorlagen sowie 1,4 Ballgewinnen. Er traf im Verlauf des Spieljahres 100 Dreipunktwürfe bei einer Erfolgsquote von 42,9 Prozent.
Die Cleveland Cavaliers sicherten sich die Rechte an Windler beim Draftverfahren der NBA im Juni 2019 an 26. Stelle. Damit war er erst der zweite Spieler der Belmont University, der jemals bei der NBA-Draft ausgewählt wurde (der erste war Joe Gaines im Jahr 1972). Im Spieljahr 2019/20 kam er in der NBA nicht zum Einsatz, spielte kurz für Clevelands Ausbildungsmannschaft Canton Charge, fiel dann aber ab Dezember 2019 aus, da sein Knie in Folge von Überbelastung operiert werden musste. Windler erlitt weitere gesundheitliche Rückschläge, zog sich bei seinem NBA-Einstand 2020 einen Bruch des Handgelenks zu, später war er wieder am Knie verletzt. Nach ordentlichen Leistungen in 31 Spielen (5,2 Punkte im Schnitt) während der Hauptrunde 2020/21 nahm seine Einsatzzeit ab. Im Spieljahr 2022/23 bestritt Windler nur drei Einsätze für Cleveland in der NBA (sowie elf in der NBA G-League), er litt unter Verletzungen des Sprunggelenks sowie der Oberschenkelmuskulatur.
Im Sommer 2023 wurde Windler von den New York Knicks verpflichtet. Mitte Dezember 2023 wurde er aus dem Aufgebot gestrichen. Im Januar 2024 nahmen die Los Angeles Lakers Windler unter Vertrag. Anfang März 2024 kam es zur Trennung, wenige Tage später verpflichteten ihn die Atlanta Hawks. Für Atlanta bestritt er drei Spiele.
Im August 2024 wurde Windler von der australischen Mannschaft Perth Wildcats verpflichtet.